# سفید نوارسبز
 سفید نوارسبز (نام علمی: Pieris krueperi devta) زیرگونه‌ای از پروانه است که در گونه سفید کوچک کیه‌داغی، تیره کاهی‌بالان و سرده پروانه‌های سپیدباغی قرار دارد.

## زیستگاه
- هند و پاکستان